# تيد مان
تيد مان (بالإنجليزية: Ted Mann)‏ هو منتج أفلام أمريكي، ولد في 16 أبريل 1916 في الولايات المتحدة، وتوفي بنفس المكان في 15 يناير 2001.

## وصلات خارجية
- تيد مان على موقع IMDb (الإنجليزية)
- تيد مان على موقع قاعدة بيانات الفيلم (الإنجليزية)